# Caetê-Açu

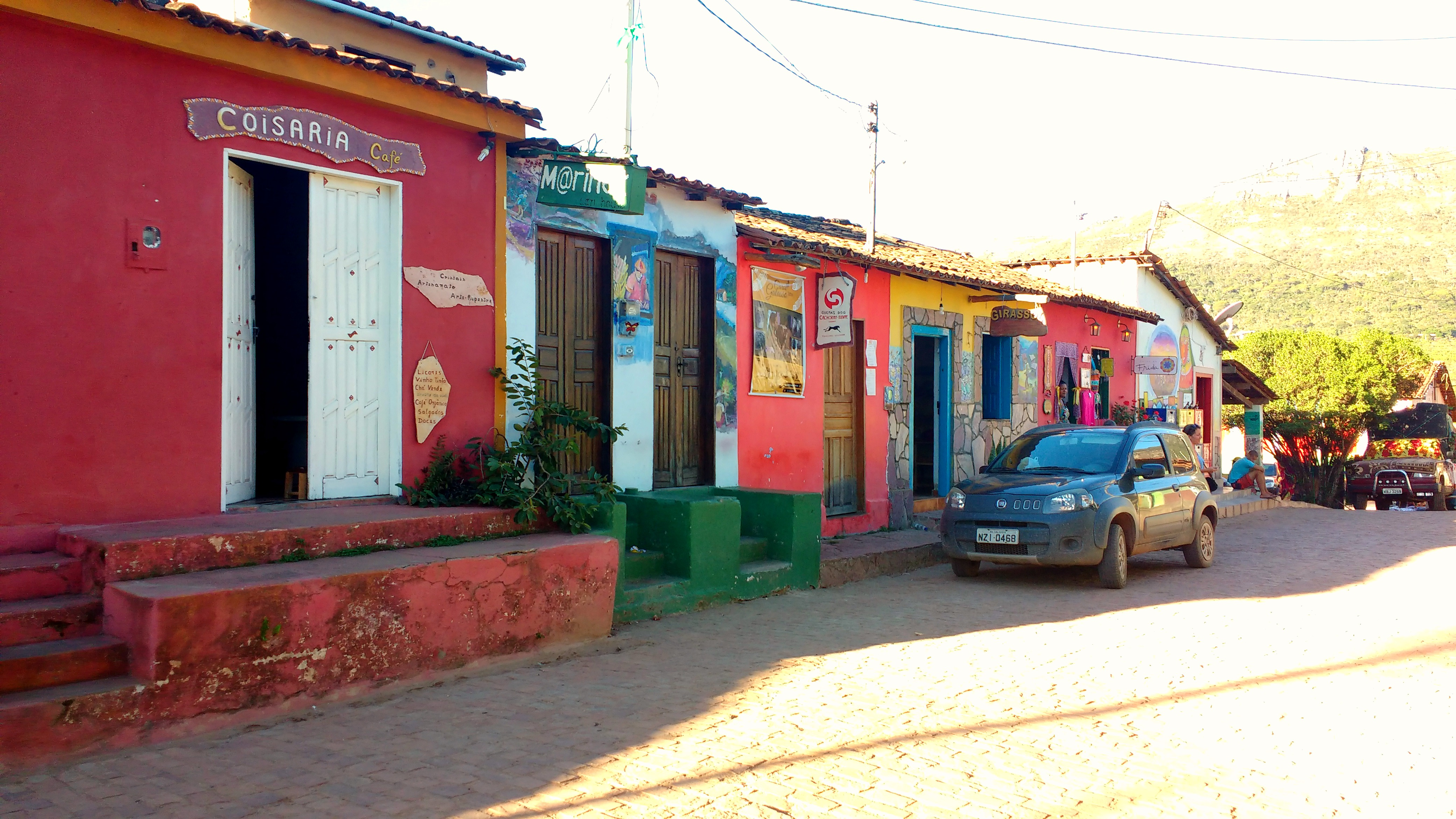
Vila de Caetê-Açu

Caetê-Açu, conhecido ainda como Capão, nome que também batiza o Vale do Capão vizinho, é um distrito do município brasileiro de Palmeiras, no estado da Bahia. Localiza-se a sul da sede do município.

## Topônimo
"Caetê-açu" é um termo de origem tupi que significa "mata verdadeira grande", pela junção dos termos ka'a ("mata"), eté ("verdadeiro") e gûasu ("grande").

## História

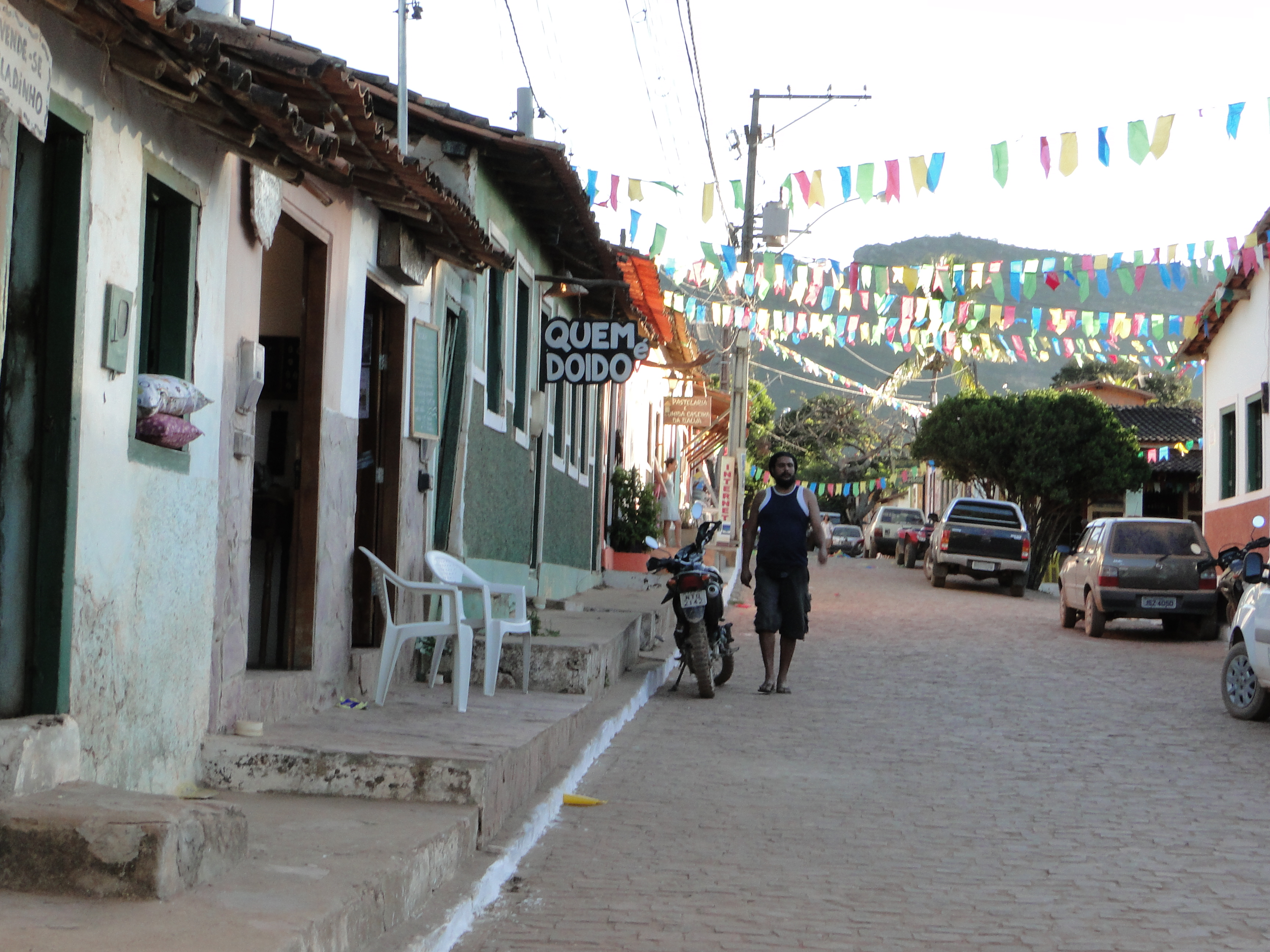
As pequenas casas, no povoado

Antes do início da colonização portuguesa da região, no século XVI, esta era habitada por povos indígenas do tronco linguístico macro-jê, como camacãs e cariris.
Em 1818, passou a pertencer a Francisco José da Rocha Medrado, residente de Mucugê. Nesse período, a construção da Estrada Real na região marcou a primeira intervenção brasileira. Por volta de 1860, lá se instalou a família Cathalat, de origem francesa, que iniciou a produção de café. Capão Grande também prosperou durante a época da exploração de diamantes, tendo seu auge econômico nesse ciclo econômico, continuado pela produção de café de boa qualidade.
Foi a residência do coronel Lydio Francisco Bello que, dali, exercia grande poder no povoado, até 1941 quando se mudou para a sede com a família. De 1910 até 1970, com o fim das principais atividades econômicas e afastamento das lideranças que ali residiam, o povoado entrou em franca decadência, chegando a perder sua subdelegacia.
Em 1960, houve o redescobrimento do vale por parte da juventude influenciada pelo movimento hippie, pelo existencialismo sartriano e pela rejeição ao Regime militar no Brasil (1964–1985). Diante disso, criou-se um misticismo em volta da figura do vale e de suas belezas naturais, sobretudo nas linhas da Nova Era. Ainda hoje, o distrito tem verificado um grande influxo de imigrantes de diversas regiões do país, denominados "alternativos" ou "naturebas". Trata-se de ambientalistas ou de pessoas filiadas a uma variada gama de estilos de vida fundados em crenças ecológicas, dando ao local uma haura de "terra mística" que levaram, por exemplo, à construção do "Poço do Druida" no sopé do Morro Branco.